# Anguillara Sabazia
Anguillara Sabazia är en ort och kommun i storstadsregionen Rom, innan 2015 provinsen Rom, i regionen Lazio i Italien. Kommunen hade 19 459 invånare (2018).
Staden är en av tre städer (Anguillara Sabazia, Trevignano Romano och Bracciano) som ligger runt sjön Lago di Bracciano, 32,7 km nordväst om huvudstaden Rom.